# Miguel Salazar
Miguel Rafael Salazar Rodríguez (8 de julio de 1965) es un político venezolano, diputado de la Asamblea Nacional de Venezuela y presidente nacional del partido COPEI intervenido por el Tribunal Supremo de Justicia.

## Biografía
En 2019 fue impuesto por el Tribunal Supremo de Justicia como presidente nacional del partido socialcristiano COPEI.
Fue electo diputado a la Asamblea Nacional en las elecciones parlamentarias del 6 de diciembre de 2020.